# Kingsmeadow

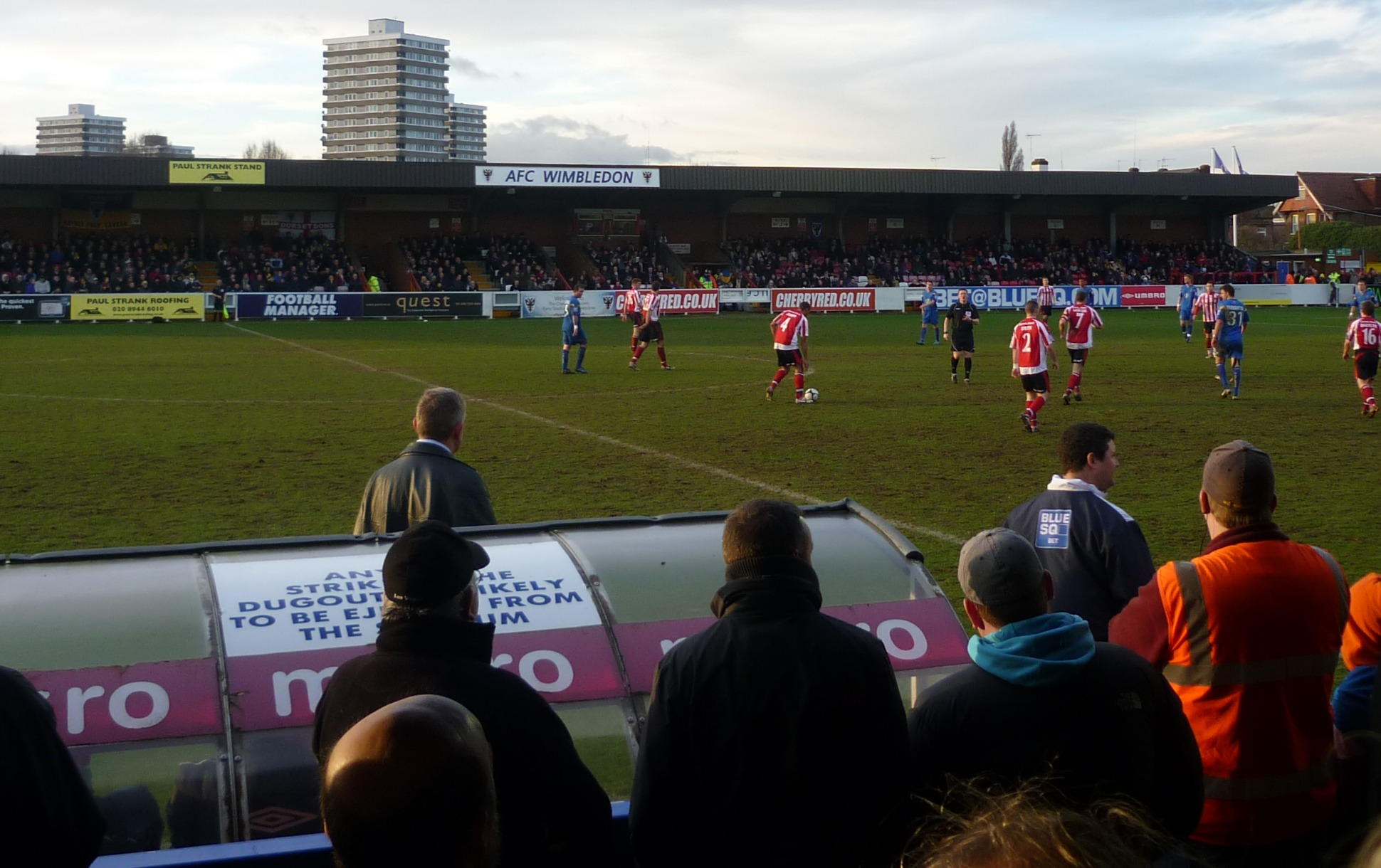
Blick auf die Haupttribüne

Das Kingsmeadow ist ein Fußballstadion im Stadtteil Kingston upon Thames der britischen Hauptstadt London. Nach dem FC Kingstonian und dem AFC Wimbledon nutzt die U21 des FC Chelsea (seit 2020) und Frauenmannschaft Chelsea FC Women (seit 2017) die Spielstätte.

## Geschichte
Der FC Kingstonian ließ das Kingsmeadow im Jahr 1989 erbauen. Eröffnet wurde es durch ein Freundschaftsspiel der Hausherren gegen die Queens Park Rangers. Anfang der 2000er Jahre stieg der Verein aus der Football Conference ab und geriet dadurch in einen finanziellen Engpass. Es folgte die Insolvenz und der Verkauf des Vereins samt Stadion an den Unternehmer Rajesh Khosla und dessen Sohn Anup. Sie vermieteten die Spielstätte an den AFC Wimbledon. Der AFC wiederum vermietete das Kingsmeadow für eine geringe Summe an die früheren Besitzer FC Kingstonian weiter. Der AFCW kaufte nach einer Saison die Spielstätte im Jahr 2003. Mit der Übernahme wurde der Name des Stadions in The Fans’s Stadium geändert. Zusätzlich wurde ein jährliches Freundschaftsspiel zwischen den beiden Teams zur Deckung der Stadionmiete vereinbart.
Der Verein aus Wimbledon wäre gerne in die alte Plough Lane des früheren FC Wimbledon zurückgekehrt, in dem die Wombles von 1912 bis 1991 zu Hause waren. Der finanzielle Aufwand für den Umbau durch den Taylor Report Anfang der 1990er Jahre hätte sich nicht gelohnt. So kam der FC Wimbledon bis 2003 im Selhurst Park von Crystal Palace unter. Die letzte Saison 2003/04 verbrachte der Fußballclub aus Wimbledon im National Hockey Stadium von Milton Keynes, danach wurde der Verein zu den Milton Keynes Dons.
Das Kingsmeadow bietet auf seinen Rängen 4.850 Plätze (2.265 Sitzplätze) und besteht aus der Haupttribüne Paul Strank Stand. In ihr sind unter anderem das Clubhaus und drei Bars untergebracht. Die Gegentribüne John Green Stand sowie die Hintertortribünen Chemflow End und RyGas Stand sind reine und überdachte Stehplatzränge. Als einzige ist die Gegengerade nicht auf der ganzen Länge überdacht. Auf ihrer Seite befindet sich die Technische Zone mit den Ersatzspielerbänken und am nordöstlichen Ende der Bereich der Gästeplätze. Hinter dem Chemflow End (früher The Athletics End) schließt direkt die Leichtathletikanlage Kingston Athletics Centre an.

## Tribünen
Zur Saison 2016/17 schloss der AFC Wimbledon mit dem lokalen Gas-, Wasser-, Abwasser- und Elektrounternehmen RyGas einen Sponsoringvertrag für die Hintertortribüne Tempest End ab.
- Paul Strank Stand: Haupttribüne, Nordwest, Sitzplätze
- John Green Stand: Gegentribüne, Südost, Sitzplätze, Gästebereich
- Chemflow End: Hintertortribüne, Südwest, Stehplätze
- RyGas Stand: Hintertortribüne, Nordost, Stehplätze

## Besucherrekord und Zuschauerschnitt
Die Zahlen beziehen sich auf die Spiele des AFC Wimbledon. Die Play-off-Partie der Football League Two 2015/16 gegen Accrington Stanley (1:0) am 14. Mai 2016 führte 4.870 Fans ins Stadion.
- 2011/12: 4.295 (Football League Two)
- 2012/13: 4.060 (Football League Two)
- 2013/14: 4.135 (Football League Two)
- 2014/15: 4.073 (Football League Two)
- 2015/16: 4.138 (Football League Two)